# Boron
Boron ist eine französische Gemeinde im Département Territoire de Belfort in der Region Bourgogne-Franche-Comté.

## Geographie
Boron liegt auf 375 m Höhe, etwa 15 Kilometer südöstlich der Stadt Belfort (Luftlinie). Das Dorf erstreckt sich im Flachland der Burgundischen Pforte, in der Mulde eines Seitentals des Ruisseau de l’Écrevisse.
Die Fläche des 6,05 km² großen Gemeindegebiets umfasst einen Abschnitt der leicht gewellten Landschaft im Bereich der Burgundischen Pforte (Trouée de Belfort). Der nördliche Teil des Gebietes wird in Südost-Nordwest-Richtung von der Talmulde des Dorfbachs durchquert, der für die Entwässerung über die Écrevisse und die Bourbeuse zur Allaine sorgt. Flankiert wird diese Mulde auf beiden Seiten von einem Plateau, das durchschnittlich auf 390 m liegt. Es ist teils mit Acker- und Wiesland, teils mit Wald bedeckt. In Mulden- und Tallagen befinden sich verschiedene Weiher, die für die Fischzucht angelegt wurden. Nach Westen erstreckt sich das Gemeindeareal über das Plateau in das ausgedehnte Waldgebiet Bois Lachat, nach Südosten bis in den Grand Bois. Mit 397 m wird an der südlichen Gemeindegrenze im Grand Bois die höchste Erhebung von Boron erreicht.
Nachbargemeinden von Boron sind Grosne und Vellescot im Norden, Florimont im Osten, Faverois und Joncherey im Süden sowie Grandvillars im Westen.

## Geschichte
Erstmals schriftlich erwähnt wird Boron im Jahr 1105 in einer Urkunde des Priorats Froidefontaine. Seit dem 12. Jahrhundert gehörte Boron zur Grafschaft Ferrette. In der ersten Hälfte des 14. Jahrhunderts gelangte das Dorf unter die Oberhoheit der Habsburger. Zusammen mit dem Sundgau kam Boron mit dem Westfälischen Frieden 1648 an die französische Krone. Seit 1793 gehörte das Dorf zum Département Haut-Rhin, verblieb jedoch 1871 als Teil des Territoire de Belfort im Gegensatz zum restlichen Elsass bei Frankreich.

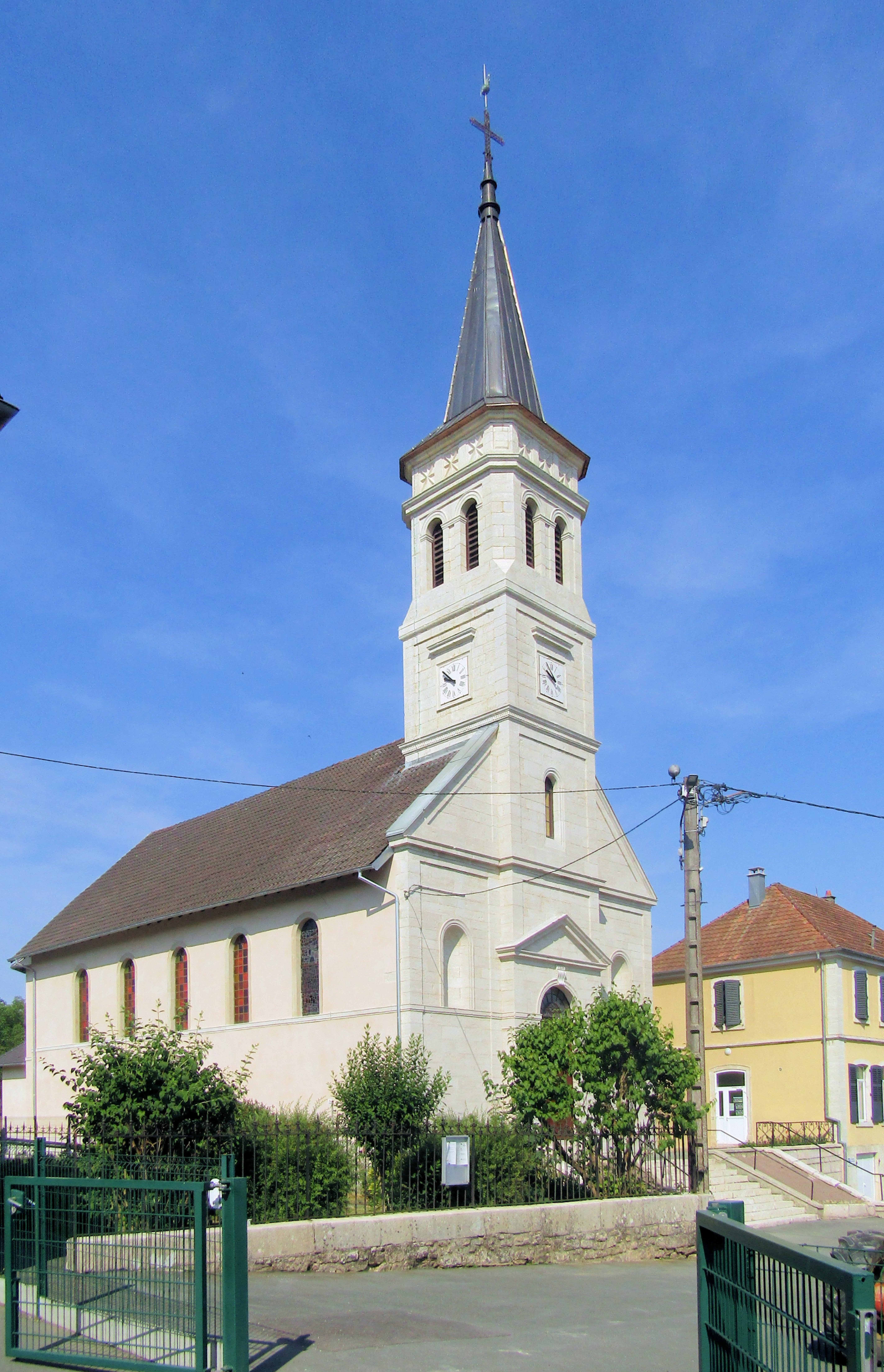
Kirche Saint-Luc

## Bevölkerung
| Jahr      | 1962 | 1968 | 1975 | 1982 | 1990 | 1999 | 2006 | 2011 | 2020 |
| Einwohner | 187  | 189  | 227  | 291  | 356  | 351  | 401  | 434  | 489  |

Mit 490 Einwohnern (1. Januar 2022) gehört Boron zu den kleinen Gemeinden des Départements Territoire de Belfort. Nachdem die Einwohnerzahl in der ersten Hälfte des 20. Jahrhunderts abgenommen hatte (1901 wurden noch 271 Personen gezählt), wurde seit Beginn der 1970er Jahre wieder ein kontinuierliches Bevölkerungswachstum verzeichnet.

## Sehenswürdigkeiten
Die Kirche Saint-Luc wurde Mitte des 19. Jahrhunderts erbaut. Seither bildet Boron eine eigene Pfarrei; vorher gehörte es zur Pfarrei Grosne. Der Ortskern ist geprägt von Fachwerkhäusern im traditionellen Stil des Sundgaus.

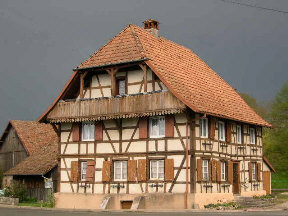
Sundgauer Fachwerkhaus in Boron
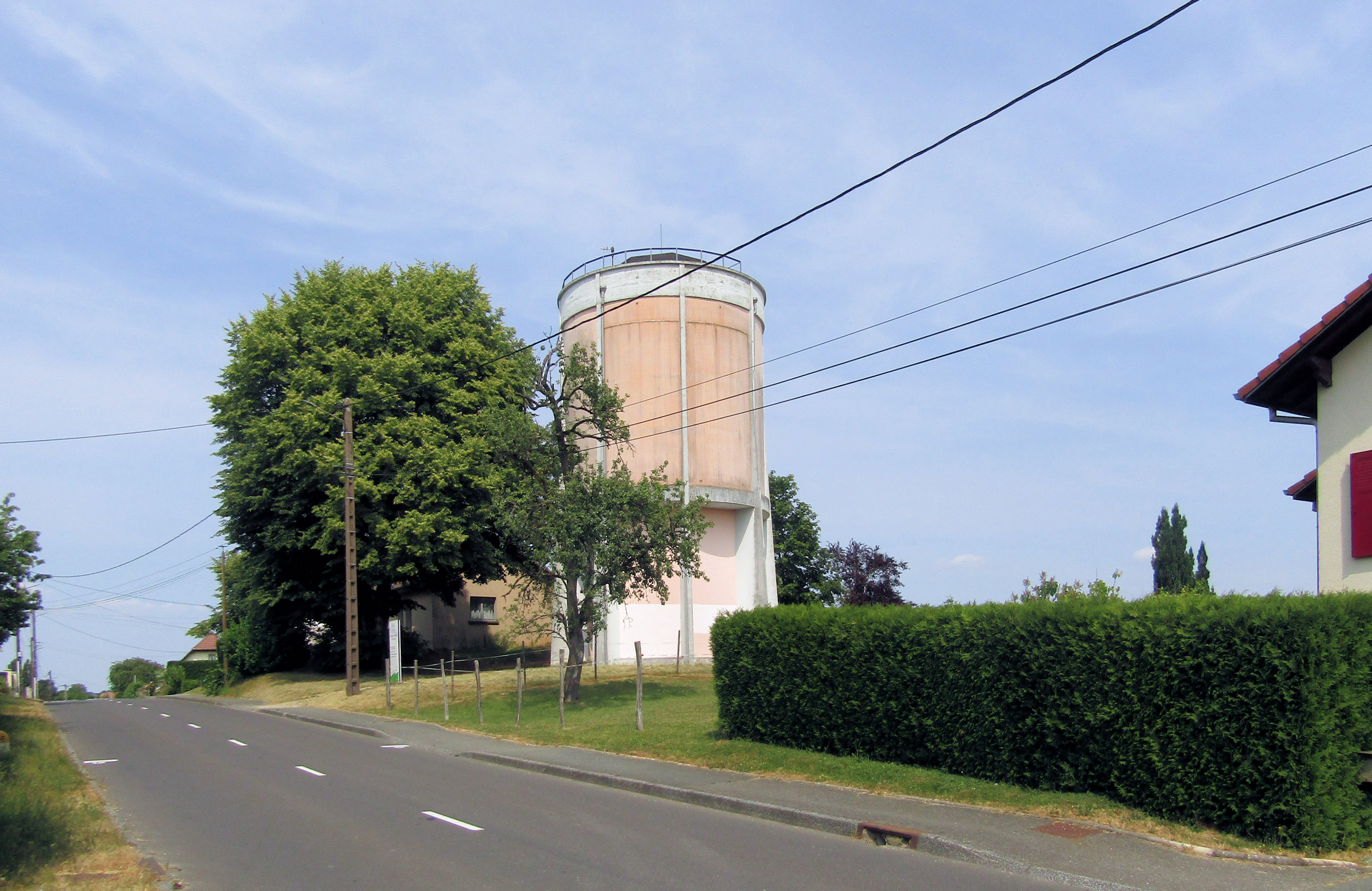
Wasserturm Boron
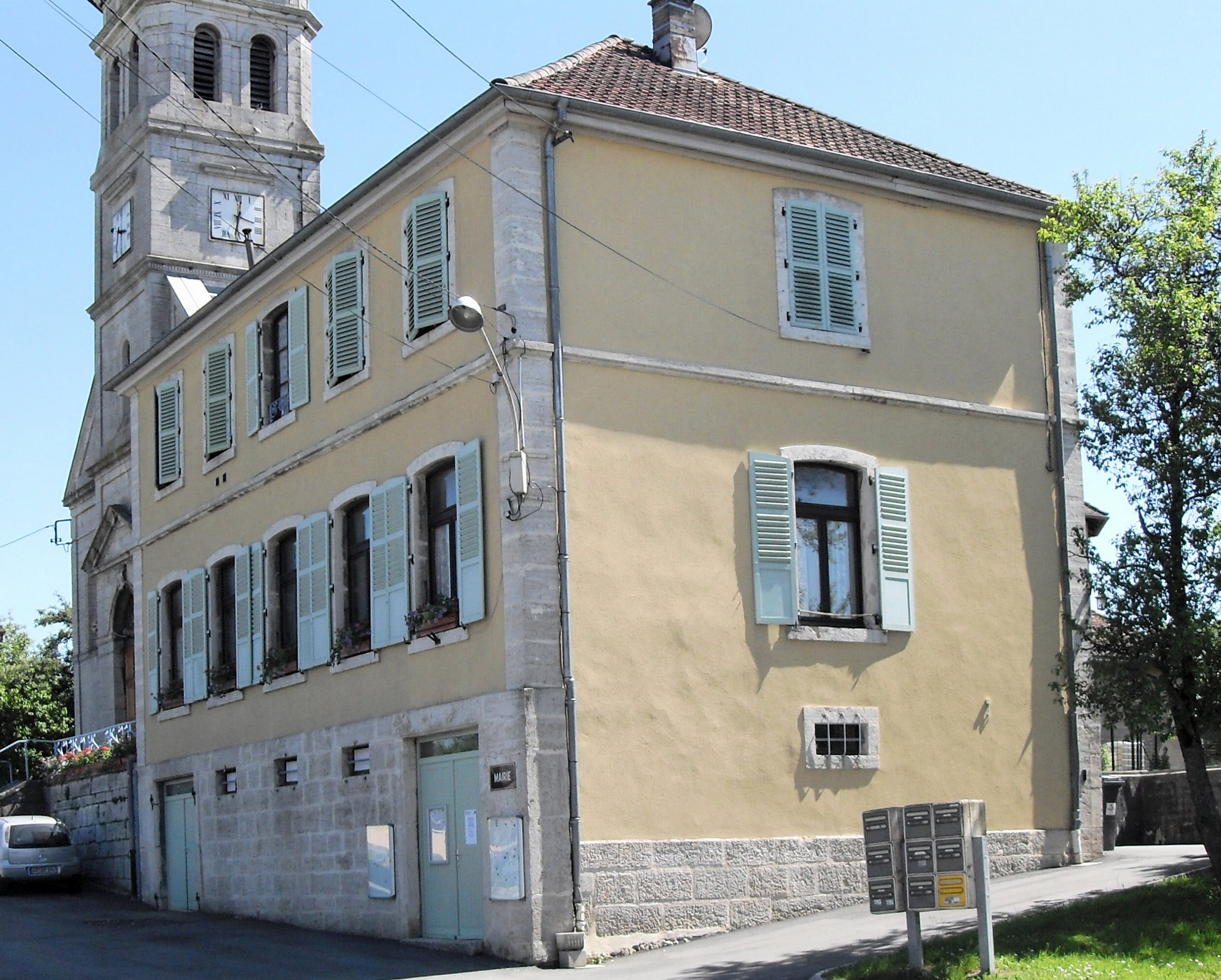
Ehemalige mairie, heute Schulhaus

## Wirtschaft und Infrastruktur
Boron war bis weit ins 20. Jahrhundert hinein ein vorwiegend durch die Landwirtschaft (Ackerbau, Obstbau und Viehzucht), die Fischzucht und die Forstwirtschaft geprägtes Dorf. Daneben gibt es heute einige Betriebe des lokalen Kleingewerbes. Mittlerweile hat sich das Dorf zu einer Wohngemeinde gewandelt. Viele Erwerbstätige sind deshalb Wegpendler, die in den größeren Ortschaften der Umgebung und in der Agglomeration Belfort ihrer Arbeit nachgehen.
Die Ortschaft liegt abseits der größeren Straßenverbindungen an einer Departementsstraße, die von Delle nach Dannemarie führt. Der nächste Anschluss an die Autobahn A36 befindet sich in einer Entfernung von ungefähr 16 Kilometern. Weitere Straßenverbindungen bestehen mit Grosne und Grandvillars.

## Persönlichkeiten
- Robert de Boron (12.–13. Jahrhundert), Dichter